# Ormetica saturata
Ormetica saturata là một loài bướm đêm thuộc phân họ Arctiinae, họ Erebidae.